# アンドロメダ座ゼータ星
アンドロメダ座ζ星（アンドロメダざゼータせい、ζ Andromedae、ζ And）は、アンドロメダ座の方向にある連星系である。このうち主星の質量は太陽の2倍から3倍程度で、伴星はその 29％ 程度の質量の恒星とされている。地球からの距離は約179光年と推定される。なお、地球から見るとこの場所には他にも恒星があるように見える。

## 特徴
アンドロメダ座ζ星は分光連星であることが知られている。リック天文台で行われた分光観測によって公転運動によるとみられる視線速度の変化が検出されたことで、1911年にこの視線速度の変化を生じさせている伴星が発見された。最初に視線速度の変化に気付いたのは、アデレード・ホーブ（Adelaide Hobe）とされる。視線速度変化の詳しい分析から、公転周期は17.77日、主星と伴星の質量比は 0.29 であることがわかっている。
主星は橙色のK型巨星で、平均の明るさは4.08等級である。明るさは主星の光球が楕円体状になっていることで、公転と共に0.07等級程度変化する（楕円体状変光星）。また、楕円体効果とは別に、公転周期を基準とする明るさの変調があることもわかっており、様々な観測から彩層活動が活発であると考えられるので、恒星黒点が明るさの変化に影響するりょうけん座RS型変光星にも分類される。
恒星黒点の分布について詳しく調べたところ、黒点はとても大きく、主星の極付近によくみられること、黒点のある領域とない領域では、表面温度におよそ 900 K の差があること、緯度方向には太陽でみられるような黒点分布の対称性がないことなどがわかった。このことから、主星の強い磁場は太陽磁場を発生させる天体ダイナモよりも複雑な機構によって生じていると予想されている。

## 多重星
アンドロメダ座ζ星系は分光連星の伴星とは別で視覚的に分解できる4つの構成天体からなる多重星である。発見したのはシャーバーン・バーナムで、1910年に最初の観測記録がある。中心の分光連星系をA星として、その他にB、C、Dの各星が重星カタログに記載されている。その中で、C星はA星と固有運動が共通しており、真の連星の可能性もあるが、B星とD星はたまたま同じ視線方向に位置している見かけ上の重星と考えられる。
| 構成天体 | 基準星 | 観測年 | 基準星からの離角 | 基準星に対する方位角 | 視等級 | 参照         |
| -------- | ------ | ------ | ---------------- | -------------------- | ------ | ------------ |
| B星      | A星    | 2012   | 36.7秒           | 8°                   | 15.3   | WDS Gaia DR2 |
| C星      | A星    | 2012   | 97.2秒           | 230°                 | 13.6   | WDS Gaia DR2 |
| D星      | A星    | 2012   | 156.1秒          | 260°                 | 10.8   | WDS Gaia DR2 |

## 名称
古代中国においてはアンドロメダ座ζ星は「天の豚の眼」を意味する 天豕目（拼音: Tiān Shǐ Mù）と呼ばれ、これが中国で用いられていた、現存する最も古いアンドロメダ座ζ星の名称である。2025年3月16日、国際天文学連合の恒星の命名に関するワーキンググループ (Working Group on Star Names, WGSN) は、この名称に由来する Shimu という固有名を正式に承認した。
その後、アンドロメダ座ζ星が位置している領域は「白虎の足」を意味する奎宿（拼音: Kuí Sù）と呼ばれるようになり、アンドロメダ座ζ星は奎宿に属する星官の一つである「奎」を構成する恒星の一つとして扱われるようになった。この星官を構成している他の恒星としてはアンドロメダ座η星、うお座65番星、アンドロメダ座ε星、アンドロメダ座δ星、アンドロメダ座π星、アンドロメダ座ν星、アンドロメダ座μ星、アンドロメダ座β星、うお座σ星、うお座τ星、うお座91番星、うお座υ星、うお座φ星、うお座χ星、うお座ψ1星が含まれている。そしてアンドロメダ座ζ星自身は、奎宿二（拼音: Kuí Sù èr）つまり奎宿の2番星とも呼ばれている。